# Championnat d'Égypte de football 1975-1976
Navigation
Saison précédente Saison suivante
La saison 1975-1976 du Championnat d'Égypte de football est la 20e édition du championnat de première division égyptien. Vingt-quatre clubs égyptiens prennent part au championnat organisé par la fédération. Les équipes sont réparties en deux poules où elles rencontrent leurs adversaires deux fois, à domicile et à l'extérieur. À l'issue de cette phase, le premier de chaque poule dispute la finale pour le titre, tandis que les neuf moins bonnes équipes sont reléguées en deuxième division.
C'est le club d'Al Ahly SC, tenant du titre, qui remporte à nouveau la compétition, après avoir battu le Ghazl El Mahallah lors de la finale nationale (4-0, 1-0). C'est le 13e titre de champion d'Égypte de l'histoire du club, qui manque le doublé en s'inclinant face au Ittihad Alexandrie en finale de la Coupe d'Égypte.

## Les clubs participants
| - Al Ahly SC - Tersana SC - Zamalek SC - Meniya Club - Esco - Promu de D2 - Ittihad Alexandrie - Ismaily SC - Domiyat Club - Suez El-Riyadi - Belkas SC (en) - Promu de D2 - Al Sekka Al Hadid - Kafr El-Shaikh - Promu de D2 | - Al Olympi - Al Tayaran - Al-Masry Club - Sharkia Sporting Club - Tanta FC - Promu de D2 - Al-Qanat - Bani Sweif FC - Factory 37 - Promu de D2 - El-Plastic - Al Mansourah Sporting Club - Al-Shorta - Promu de D2 - Ghazl El Mahallah |

## Compétition
Le classement est établi sur le barème de points classique (victoire à 2 points, match nul à 1, défaite à 0).

### Poule A
| Rang | Équipe            | Pts | J  | G  | N | P  | Bp | Bc | Diff |
| ---- | ----------------- | --- | -- | -- | - | -- | -- | -- | ---- |
| 1    | Ghazl El Mahallah | 36  | 22 | 14 | 8 | 0  | 37 | 9  | +28  |
| 2    | Zamalek SC        | 33  | 22 | 14 | 5 | 3  | 43 | 14 | +29  |
| 3    | Al Olympi         | 30  | 22 | 11 | 8 | 3  | 34 | 17 | +17  |
| 4    | Tersana SC        | 26  | 22 | 10 | 6 | 6  | 32 | 18 | +14  |
| 5    | Al Sekka Al Hadid | 25  | 22 | 9  | 7 | 6  | 24 | 17 | +7   |
| 6    | Esco P            | 25  | 22 | 10 | 5 | 7  | 22 | 17 | +5   |
| 7    | El-Plastic        | 25  | 22 | 9  | 7 | 6  | 19 | 17 | +2   |
| 8    | Suez El-Riyadi    | 24  | 22 | 8  | 8 | 6  | 19 | 11 | +8   |
| 9    | Al-Qanah          | 13  | 22 | 2  | 9 | 11 | 10 | 28 | -18  |
| 10   | Domiyat Club      | 11  | 22 | 3  | 5 | 14 | 11 | 31 | -20  |
| 11   | Belkas SC (en) P  | 11  | 22 | 3  | 5 | 14 | 12 | 40 | -28  |
| 12   | Bani Sweif FC     | 5   | 22 | 1  | 3 | 18 | 7  | 51 | -44  |

| Légende : Qualifications et relégations | Légende : Qualifications et relégations |
| --------------------------------------- | --------------------------------------- |
|                                         | Qualification pour la finale nationale  |
|                                         | Relégation directe en deuxième division |
|                                         | P : Promu de deuxième division          |

### Poule B
| Rang | Équipe                     | Pts | J  | G  | N  | P  | Bp | Bc | Diff |
| ---- | -------------------------- | --- | -- | -- | -- | -- | -- | -- | ---- |
| 1    | Al Ahly SC T               | 38  | 21 | 17 | 4  | 0  | 49 | 2  | +47  |
| 2    | Ismaily SC                 | 30  | 21 | 12 | 6  | 3  | 40 | 17 | +23  |
| 3    | Al Mansourah Sporting Club | 25  | 21 | 6  | 13 | 2  | 18 | 11 | +7   |
| 4    | Al-Masry Club              | 23  | 21 | 8  | 7  | 6  | 29 | 22 | +7   |
| 5    | Kafr El-Shaikh P           | 23  | 21 | 9  | 5  | 7  | 22 | 17 | +5   |
| 6    | Ittihad Alexandrie C       | 23  | 21 | 7  | 9  | 5  | 19 | 16 | +3   |
| 7    | Al Tayaran                 | 23  | 21 | 6  | 11 | 4  | 16 | 16 | 0    |
| 8    | Tanta FC P                 | 22  | 21 | 6  | 10 | 5  | 14 | 16 | -2   |
| 9    | Sharkia Sporting Club      | 17  | 21 | 4  | 9  | 8  | 9  | 16 | -7   |
| 10   | Factory 37 P               | 9   | 21 | 2  | 5  | 14 | 16 | 42 | -26  |
| 11   | Meniya Club                | 3   | 21 | 0  | 3  | 18 | 2  | 44 | -42  |
| 12   | Al-Shorta P                | 0   | 11 | 2  | 2  | 7  | 8  | 23 | -15  |

| Légende : Qualifications et relégations | Légende : Qualifications et relégations                                               |
| --------------------------------------- | ------------------------------------------------------------------------------------- |
|                                         | Qualification pour la finale nationale                                                |
|                                         | Qualification pour la Coupe des Coupes 1977                                           |
|                                         | Relégation directe en deuxième division                                               |
|                                         | T : Tenant du titre C : Vainqueur de la Coupe d'Égypte P : Promu de deuxième division |

- Le club d'Al-Shorta abandonne la compétition à la mi-saison, tous ses points sont annulés.

### Finale
| Équipe 1     | Résultat | Équipe 2          | Aller | Retour |
| ------------ | -------- | ----------------- | ----- | ------ |
| Al Ahly SC T | 5 - 0    | Ghazl El Mahallah | 4 - 0 | 1 - 0  |

## Bilan de la saison
| Championnat d'Égypte de football 1975-1976 | |
| Champion                                   | Al Ahly SC (13e titre)                                                                                             |
| Coupes et trophées                         | |
| Vainqueur de la Coupe d'Égypte 1975-1976   | Ittihad Alexandrie                                                                                                 |
| Qualifications continentales               | |
| Coupe d'Afrique des clubs champions 1977   | Al Ahly SC |
| Coupe des Coupes 1977                      | Ittihad Alexandrie                                                                                                 |
| Promotions et relégations                  | |
| Promus en Egyptian Premier League          | Aucun (passage de 24 à 15 clubs)                                                                                   |
| Relégués en Egyptian Second League         | Al-Qanah Domiyat Club Belkas SC (en) Bani Sweif FC Tanta FC Sharkia Sporting Club Factory 37 Meniya Club Al-Shorta |